# Saint-Frichoux
Saint-Frichoux település Franciaországban, Aude megyében. Lakosainak száma 225 fő (2022. január 1.). Saint-Frichoux Aigues-Vives, Laure-Minervois és Rieux-Minervois községekkel határos.

## Népesség
A település népessége az elmúlt években az alábbi módon változott:
| Lakosok száma | 215  | 172  | 177  | 215  | 240  | 249  | 255  | 242  | 236  | 225  |
|               | 1968 | 1982 | 1990 | 2006 | 2013 | 2015 | 2017 | 2019 | 2020 | 2022 |